# Mike Newell
Michael Cormac Newell (St Albans, 28 de marzo de 1942), conocido como Mike Newell, es un director de cine y televisión británico.

## Biografía
Mike Newell nació el 28 de marzo de 1942 en Saint Albans, en el condado de Hertfordshire (Inglaterra). Se graduó en la Universidad de Cambridge. Estuvo diez años trabajando en series y películas para la televisión.
Su primer largometraje se estrenó en 1977 titulado La máscara de hierro, adaptación de la novela homónima de Alejandro Dumas. 
Luego de filmar Enchanted April (1991) fue contratado por Georges Lucas para realizar varios capítulos de la serie: Las aventuras del joven Indiana Jones. 
Su mejor película es Cuatro bodas y un funeral (1994) que obtuvo el BAFTA como mejor película y el Cesar como mejor película extranjera, además de estar nominada como mejor película en los premios Oscar y los Globos de Oro.
No obstante, su mayor éxito comercial lo obtuvo en 2005 al dirigir la cuarta entrega de la adaptación cinematográfica de Harry Potter titulada Harry Potter y el cáliz de fuego, basada en la novela homónima de J.K. Rowling. Fue el primer director británico que tuvo la franquicia y por lo cual obtuvo en 2010, junto con los otros directores de la saga, sus productores y el elenco principal; el premio Michale Balcon, BAFTA a la contribución británica al cine.
En 2010 dirigió Prince of Persia: Las arenas del tiempo basada la saga de videojuegos del mismo nombre.
Tal como lo anunciara su ópera prima, el trabajo de Newell como director se ha sustentado en la adaptación de grandes obras literarias a la pantalla grande, así como La máscara de hierro, con mayor o menor éxito filmó Enchanted April (1991), basada en la novela de Elizabeth von Arnim, El amor en los tiempos del cólera (2007) basada en la novela de Gabriel García Márquez y del escritor británico Charles Dickens realizó Grandes esperanzas (2012).
En 2018 realizó The Guernsey Literary and Potato Peel Pie Society basada en la novela de Mary Ann Shaffer y Annie Barrows que narra la historia de una sociedad literaria creada en la isla de Guernsey durante la ocupación alemana y el vínculo que establecen sus integrantes con una importante novelista londinense, Juliete Ashton.

## Filmografía
| Año  | Película                                          |
| ---- | ------------------------------------------------- |
| 1977 | La máscara de hierro                              |
| 1980 | The Awakening                                     |
| 1981 | Bad Blood                                         |
| 1985 | The Good Father                                   |
| 1985 | Bailar con un extraño                             |
| 1987 | Amazing Grace and Chuck                           |
| 1988 | Soursweet                                         |
| 1992 | Un abril encantado                                |
| 1992 | Into the West                                     |
| 1994 | Cuatro bodas y un funeral                         |
| 1995 | An Awfully Big Adventure                          |
| 1997 | Donnie Brasco                                     |
| 1999 | Pushing Tin                                       |
| 2003 | La sonrisa de Mona Lisa                           |
| 2005 | Sealand                                           |
| 2005 | Harry Potter y el cáliz de fuego                  |
| 2007 | El amor en los tiempos del cólera                 |
| 2010 | Prince of Persia: The Sands of Time               |
| 2012 | Grandes esperanzas                                |
| 2018 | The Guernsey Literary and Potato Peel Pie Society |